# Philippe Jacques Herwyn
Philippe Jacques, baron Herwyn (13 juin 1750 - Hondschoote ✝ 23 mars 1836 - Furnes, Royaume de Belgique), est un homme politique français et belge des XVIIIe et XIXe siècles.

## Biographie
« Fils du sieur Augustin Dominique Herwyn, premier échevin de Hondschoote, et de dame Marie-Corneille Van-Loo, » appartenait à une ancienne famille de magistrats.
Il devint, sous la Révolution française, président de l'administration centrale de la Lys, puis, sous le Consulat, sous-préfet de l'arrondissement de Furnes, et, le 18 février 1807, fut désigné par le Sénat conservateur pour représenter au Corps législatif le département de la Lys : ce mandat lui fut renouvelé le 6 janvier 1813.
Herwyn se signala particulièrement par une entreprise d'utilité publique des plus recommandables : de concert avec son frère, Herwyn de Nevèle, il commença, en 1780, le dessèchement de trois mille arpents de marais, qu'il mit successivement en culture, entre Dunkerque et Furnes.

## Titres
- Baron Herwyn et de l'Empire (décret du 2 mai 1812, lettres patentes du 5 août 1812, Witepsk).

## Distinctions
- Chevalier de la Légion d'honneur (8 mai 1818[1])

## Armoiries
| Figure | Blasonnement |
|        | Armes des Herwyn Écartelé : au 1, d'or, au lion léopardé de sable, lampassé de gueules; au 2, d'azur, à un hérisson d'argent, soutenu d'une terrasse de sinople, surmonté d'une épée du second, garnie d'or, et accosté de deux étoiles d'argent ; au 3, de sable, à trois molettes (5) d'or; au 4, d'argent, à la bande de gueules, acc. de dix billettes du même, cinq en chef et cinq en pointe, posées 3 et 2. |
|        | Armes du baron Herwyn et de l'Empire Écartelé ; au premier d'azur au hérisson d'argent, soutenu de sinople, surmonté d'une épée haute d'argent, montée d'or, flanquée de deux étoiles à six rais d'argent ; au deuxième d'or au lion passant de sable, lampassé de gueules, au troisième d'argent à la bande de gueules, accompagnée de dix billettes du même, cinq en chef, cinq en pointe, posées trois et deux ; au quatrième de sable à trois étoiles à six rais, deux et une, d'or ; franc-quartier des Barons membres de Collège Électoral, brochant au neuvième de l'écu., - Livrées : les couleurs de l'écu, le verd en bordure seulement, |